# Lijst van Eerste Kamerleden voor de LSP/Vrijheidsbond
Een overzicht van alle Eerste Kamerleden voor de Vrijheidsbond (1921-1937) en de Liberale Staatspartij (LSP) (1937-1946).
| Eerste Kamerlid            | Begindatum        | Einddatum         |
| -------------------------- | ----------------- | ----------------- |
| S. van den Bergh           | 18 september 1923 | 7 juni 1937       |
| S. van den Bergh           | 21 september 1937 | 30 mei 1938       |
| P. Droogleever Fortuyn     | 20 september 1932 | 5 september 1938  |
| D. Fock                    | 17 september 1929 | 16 september 1935 |
| J. Gelderman               | 12 juni 1928      | 7 juni 1937       |
| J. Gelderman               | 19 oktober 1938   | 22 juli 1946      |
| E. Heldring                | 2 augustus 1938   | 22 juli 1946      |
| E. van Ketwich Verschuur   | 18 september 1923 | 18 april 1924     |
| H.J. Knottenbelt           | 24 oktober 1933   | 7 juni 1937       |
| J. Koster                  | 21 september 1926 | 7 september 1933  |
| R.R.L. de Muralt           | 18 september 1923 | 16 september 1929 |
| A.J. van Nagell van Ampsen | 6 mei 1924        | 19 april 1928     |
| A.G.A. van Rappard         | 10 september 1935 | 24 mei 1946       |
| P. Rink                    | 18 september 1923 | 19 september 1932 |
| H. Smeenge                 | 25 juli 1922      | 8 mei 1935        |